# New Allakaket
New Allakaket ist ein Ort und war zwischen 2000 und 2015 ein census-designated place (CDP) in der Yukon-Koyukuk Census Area in Alaska in den Vereinigten Staaten. Das U.S. Census Bureau hatte bei der Volkszählung 2020 eine Einwohnerzahl von 66 ermittelt.

## Geographie
New Allakaket befindet sich südlich der Brookskette am linken Flussufer des Koyukuk River 3,5 km unterhalb der Einmündung des Alatna River auf einer Höhe von 145 m. New Allakaket liegt etwa 295 km nordwestlich der Stadt Fairbanks. New Allakaket liegt südlich von Allakaket am westlichen Ende der Landebahn des Flugplatzes von Allakaket. Am gegenüberliegenden Flussufer liegt das Eskimo-Dorf Alatna.

## Geschichte
New Allakaket wurde im Jahr 2000 zu einem census-designated place. Im März 2015 wurde das CDP New Allakaket von der „City of Allakaket“ eingemeindet.

## Demografie
Zum Zeitpunkt der Volkszählung im Jahre 2020 (U.S. Census 2020) hatte New Allakaket 66 Einwohner auf einer Landfläche von 5,8 km². Von den Einwohnern waren 65 amerikanisch-indianischer Abstammung.
Beim Census im Jahr 2000 wurden 36 Einwohner gezählt, 2010 waren es 66.